# Montague Street Tunnel
De Montague Street Tunnel is een metrotunnel van de metro van New York. De tunnel ligt onder de East River tussen de zuidelijke punt van Manhattan en Montague Street in Brooklyn.
De tunnel is het zuidelijkste onderdeel van het traject van de Broadway Line, wordt ingereden vanuit Manhattan na het metrostation South Ferry-Whitehall Street en maakt de aansluiting met de Fourth Avenue Line die leidt naar het station Court Street-Borough Hall in Brooklyn. De metrolijnen N, R en W maken gebruik van de tunnel. De N en R lijn hebben trouwens als enige van de metrolijnen in New York in hun traject zowel een noordelijke (via de 60th Street Tunnel naar Queens) als een zuidelijke (via deze tunnel naar Brooklyn) dwarsing van de East River.
De tunnel werd op 1 augustus 1920 geopend, op dezelfde dag als de noordelijker gelegen 60th Street Tunnel, onderdeel van hetzelfde metrotraject.
Op 29 oktober 2012 liep de tunnel onder water door orkaan Sandy. De treindiensten moesten onderbroken worden en een eerste noodherstel werd uitgevoerd waarna de dienstverlening met tijdelijke ingrepen kon hersteld worden op 21 december dat jaar. Het werd evenwel duidelijk dat na de overstroming met zout water de mechanische en elektrische infrastructuur te zwaar beschadigd was en een grotere renovatie nodig was, die uiteindelijk werd uitgevoerd tussen 2 augustus 2013 en 15 september 2014 voor een bedrag van 308 miljoen dollar.